# 埃森修道院

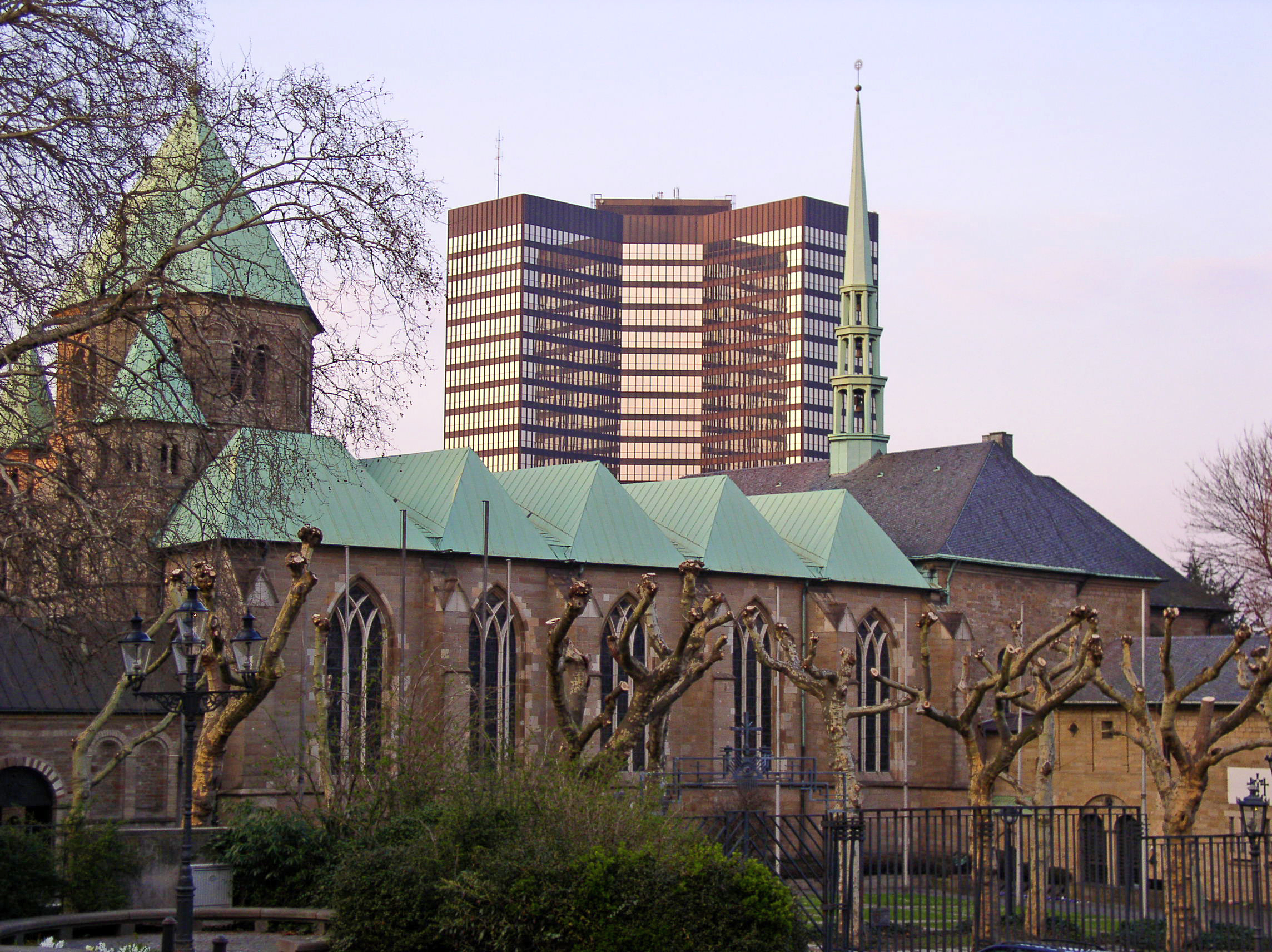
埃森修道院的大教堂

埃森修道院的纹章

埃森修道院 (德语: Stift Essen) 是一个为贵族女性服务的世俗教士社区，它构成了现代德国埃森的核心。它由萨克森人阿特弗雷德（Altfrid, 死于 874 年）建立，后来由希尔德斯海姆主教在一个名为 Astnidhi 的皇家庄园附近建立。埃森修道院的第一位女院长是阿特弗里德的亲戚葛斯威特。
除了修道院外，圣女们没有发誓永远独身，并且能够离开修道院结婚。 他们在自己的房子里过着舒适的生活，穿着世俗的衣服，除了担任文书职务时，比如唱神圣的办公室。 在院长的领导下，修道院还附有男性牧师的章节。 在中世纪时期，修道院院长行使主教的除了圣礼和统治者的职能. 他们管理着修道院非常广泛的庄园，除了教皇之外没有任何官方的上司.